# 일본 주자학
일본 주자학은 에도 시대에 발전한 일본의 성리학 학파이다.

## 전래
주자학이 일본에 처음 전래된 것은 가마쿠라 막부 초기로 대략 주희가 죽은지 10년을 전후한 시기였다. 당시 일본은 해상 교통이 비교적 발달하여 무역선이 끊임없이 중국과 내왕하였으며, 승려들도 중국을 자주 왕래하였다. 주자학의 최초 전파자로 일본 승려 슌죠를 들 수 있다. 슌조는 1199년 송나라에 들어가 불학(佛學)을 배우면서 주자학도 함께 배웠다. 1211년 귀국하면서 그는 많은 책을 가지고 왔는데, 그 가운데 유학 서적이 256권이나 된다고 한다. 이어서 임제종(臨濟宗)의 시조인 엔니(圓爾辯圓)(1235년 입송, 1241년 귀국)가 수천 권의 서적을 휴대하고 귀국하였는데, 그 가운데는 《대학혹문(大學或問)》 ·《중용혹문(中庸或問)》·《논어정의(論語精義)》·《맹자정의(孟子精義)》·《맹자집주(孟子集註)》 등이 있었다. 그는 귀국후 《대명록(大明錄)》을 강의했고 정이와 주희의 사상을 소개하였으며, 유교와 불교의 개요도 논술하였다. 이를 이어 많은 일본 승려들이 중국에 유학하면서 불교와 유학을 연구하였고, 귀국하여 불교와 주자학을 전파하였다.
송나라의 승려들도 일본에 건너가 불교와 주자학을 전파하는데 비교적 큰 역할을 하였다. 그 대표 인물로는 도륭(道隆)(1246년 일본에 입국)과 정념(正念)(1269년 일본에 입국), 조원(祖元)(1278년 일본에 입국)과 일산(一山)(1299년 일본에 입국) 등이 있다. 그들은 일본에서 승려의 신분으로 불학과 주자학을 강의하였으며, 일본에 전파되는 데 공헌하였다. 이 승려들은 주로 일본의 교토(京都)와 가마쿠라 두 지방에서 전파 활동을 하였다. 그들은 대부분 교토의 다섯 개 절과 가마쿠라의 다섯 개 절에서 강의를 하였다. 이 두 지방의 다섯 개 절을 일본에서는 '오산(五山)'이라고 부르는데 이는 당시 일본 문화를 대표하는 최고 학부였다. 그런데 주자학에 대한 그들의 강의는 다만 불학의 전수를 위한 것이었지 주자학의 정수(精髓)는 아니었고, 단지 문학과 역사학에만 치우쳐 있었다. 당시 승려들은 유학의 문학과 역사에 큰 흥미를 가지고 있었는데, 그들은 불학을 전수하는 한편 문학과 역사를 강의하여 당시 이른바 '오산 문학'을 흥성하게 하였다. 이와 같은 당시 승려들의 주자학 전파는 일본 원유의 경학에 큰 영향을 주었다. 교토에서 주자학의 기초를 닦아 놓은 승려 현혜는 고다이고 천황의 시강(侍講)으로 천황에게 《사서집주》를 강의하였으며, 공경귀족인 기타바타케 지카후사도 현혜에게 《자치통감》을 배우고 그것을 본보기로 《신황정통기(神皇正統記)》를 집필하였다고 한다. 일본 남북조 시대의 공가(公家)·귀족과 무사의 정권 투쟁은 정치 세력의 현저한 차이로 고다이고 천황의 실패로 끝났으나 주자학은 이로 인하여 더욱 널리 전파되었다.
아시카가씨(足利氏)는 교토에 막부 정부를 세웠고, 교토는 당시 일본의 정치·문화의 중심으로 자리잡았다. 교토에 있는 오산(五山) 승려들은 막부 정권과 결탁하여 주자학과 중국 문학을 전수하였다. 무로마치 시대의 후기에 이르러 승려들이 주자학을 독점했던 상황은 점차 사라지고, '박사공경(博士公卿)'·'사추난(薩南)'·'카이난(海南)'이라고 일컬어지는 주자학 연구의 3대 학파가 형성되었다. 박사공경학파의 대표 인물은 게이안 겐주(淸原宣賢, 475-1550)와 이치조 가네라(一條兼良－1402-1481) 등이다. 이치조 가네라는 주자학으로 일본의 고전과 신도(神道)를 해석하려 하였다. 그들은 한당 시기의 주석본을 사용하는 것에 반대하고, 모두 주희의 주석을 사용해 신도·유교·불교의 일치를 주장하였다. 사추난학파의 대표 인물은 게이안 겐주(桂庵玄樹, 1447-1505) 및 그의 제자들이다. 게이안은 1467년에 중국 소주와 항주에서 유학하고 1473년 귀국했다. 귀국 후 그는 사추마(薩摩) 등에서 주자학을 강의하였다. 그는 주희의 《대학장구》를 일본에서 처음으로 출판한 장본인이기도 하다. 그의 부단한 노력으로 사추난(薩南) 지방에서 주자학이 신속히 전파되었으며, 마침내 사추난 학파를 형성하게 되었다. 카이난 학파(海南學派)는 토사(土佐) 지방에서 형성되었다. 그의 대표 인물은 미나미무라 바이겐(南村梅軒)이다. 그는 토사 지방 귀족들에게 주자학을 강의하였고, 그가 쓴 《백개조(佰個條)》(家法)에는 인의예지신(仁義禮智信) 등의 사상이 관통되어 있었다. 그리고 다케다 신겐(武田信玄)이 쓴 《신현가법(信玄家法)》에는 상당 부분 《논어》·《맹자》·《주역》·《서경》·《여씨춘추》·《효경》·《예기》의 어구와 내용이 인용되어 있다. 이 외에 아시카가(足利) 지방에서는 학교를 세웠는데, 이 역시 일본에서 주자학을 연구하는 하나의 거점이 되었다.

## 초기

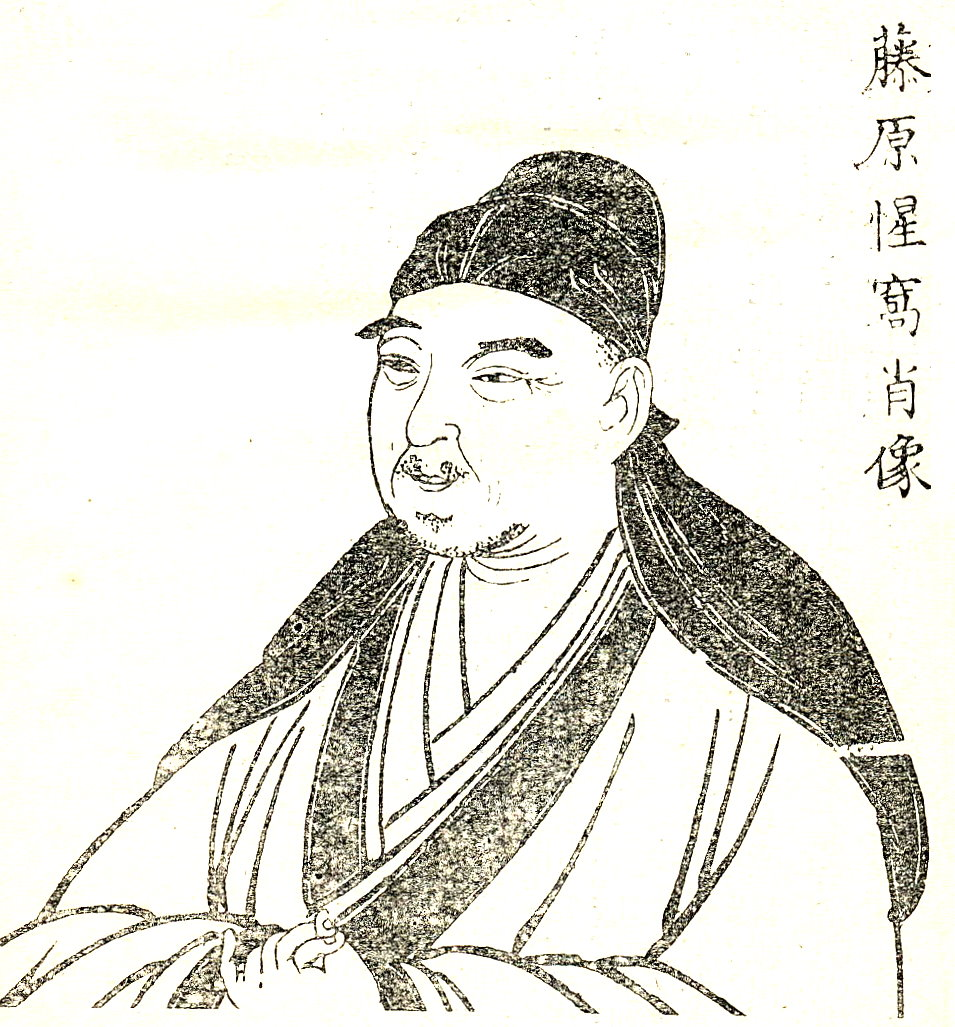
후지와라 세이카

일본 주자학의 역사는 400여 년이나 되었지만, 그 시기 동안 주자학은 줄곧 불교 선종의 예속 아래에 있었다. 주자학이 진정 학문으로 전개된 것은 에도 시대부터였다. 이 시기의 대표 인물로는 후지와라 세이카(藤原惺窩)(1561-1619)와 그이 제자 하야시 라잔(林羅山)(1583-1657)이 있다. 후지와라 세이카는 본래 승려였지만, 나중에 주자학으로 방향을 전환하였다. 그가 이렇게 불교계를 떠나게 된 것은 임진왜란 때 전리품으로 강탈한 한국의 유학 서적과 전쟁 포로 강항(姜沆), 조선 사절단이었던 김성일(金成一), 허잠(許箴) 등과의 접촉 때문이었다. 이에 대해 일본학자 아베 요시오(阿部吉雄)는 후지와라 세이카가 강항과 만나면서부터 그의 사상에 변화가 생겼으며, 이때 비로소 신유학에 대한 연구의 결심을 굳히게 된다고 하였다. 후지와라 세이카가 1600년에 도쿠가와 이에야스(德川家康)의 초청을 받았을 때, 그는 승려복 대신 유복(儒服)을 입고 도쿠가와를 만나 중국 역사를 강의하였다. 그는 불교에 대해 비판적인 태도를 취하여 "석가는 이미 인종을 끊고, 의리를 소멸하였으므로 이단이라고 한다"고 말하였다. 그러나 그는 불교에도 취할 바는 있다고 인정하였다. 예를 들어 자비를 근본으로 생각하는 것은 훌륭하나, 승려들이 재물을 탐내는 것은 부처의 본의에 어긋난 것이라고 하였다. 그리고 그는 주자학과 양명학의 주장에 대해 "다 같이 요순을 존경하고 걸주(桀紂)를 비난하며, 다같이 공자와 맹자를 존경하고 석가와 노자를 비난하며, 천리를 공으로 하고 사욕을 사심으로 한다" 고 평가하였다. 그는 또 신도(神道)와 유교의 조화를 주장해 "일본의 신도 역시 우리의 마음을 바르게 하고 만민을 사랑하며 자비를 베푸는 것은 깊고 신비한데, 이것을 중국에서는 유교라 하고 일본에서는 신도라 한다. 이름은 다르나 내용은 같다"고 말하였다
후지와라의 제자인 하야시 라잔은 1604년에 후지와라 세이카를 스승으로 모시고 일생 동안 에도 막부를 위해 일하였다. 그는 막부 체제 건립 시기에 문교 정책에 제정 등에 참여하여, 주자학이 에도 시대에 관학의 지위에 오르는 데 크게 공헌하였다. 그는 이기(理氣) 문제에서 이기 합일을 주장한다. 이에 그는 "태극(太極)이란 이이고, 음양(陰陽)이란 기이다. 태극 중에 본래 음양이 있으며 음양 중에 역시 태극이 있다. 오상(五常)은 이이고 오행(五行)은 기이다. 그러므로 이기를 나누어 말할 수 없다고 논한다. 나는 이것이 비록 주희의 원뜻에 어그러지는 것 같지만 이것을 강조한다"고 말하였다. 또 "이기는 하나이면서 둘이고 둘이면서 하나인데 이것은 송유(宋儒)의 뜻이다"라고 하였다. 하야시 철학 사상의 특징은 다음과 같이 볼 수 있다. 첫째, 배불(排佛)의 측면에서 그는 그의 스승 후지와라보다 더욱 강경했다. 그는 불교를 주로 세 측면에서 비판하였다. 그는 불교의 출세주의를 비난하였으며, 불교가 정치를 문란하게 했다고 질책하였고, 불교 사원 건설의 낭비를 질책하였다. 그는 에도 초기 주요 배불론자 가운데 한 사람이었다. 그것은 하야시가 젋었을 때 읽은 책 가운데 퇴계의 《주자서절요(朱子書節要)》 와 권근의 《입학도설(入學圖說)》 등이 있었기 때문이다. 특히 《입학도설》에는 조선의 저명한 배불론자인 정도전의 《심기리편》의 주해가 수록되어 있다. 《심기리편》의 내용은 불교를 반대하고 주자학을 선양한 것이다.
둘째, 하야시는 천주교를 배척하고 비판하여 《배야소(排耶蘇)》라는 저작을 내놓았다. 셋째, 하야시는 후지와라의 신도와 유교를 조화하는 사상을 계승하였으며, 신도와 불교의 조화를 반대하였다. 그는 "우리나라는 신국(神國)이다. 신도(神道)는 바로 왕도다"라고 말하였으며, 또 "우나라의 신도는 왕도이고 왕도는 유학이니 물론 차별이 없다. 이른바 유일한 본원이란 이의 당연한 심지(心地)이니 그 뜻을 다해야 한다"고 말하였다. 이와 같이 그는 일본의 신(神)·유(儒) 합일의 선구자이기도 하다.

## 발전
일본 주자학은 에도 시기 하야시 라잔의 공헌으로 통치 철학의 지위를 굳혔다. 그 후 오래지 않아 주자학은 흥성하게 되었는데, 그 현저한 특징으로는 사승(師承) 관계와 지역에 따른 여러 학파가 출현한 것이다. 이를테면 교토 학파(京都學派), 카니시 학파(海西學派), 카이난 학파(海南學派), 오사카 학파(大版學派), 미토 학파(水戶學派) 등이 있었다. 학파마다의 철학의 견해가 다 같은 것도 아니다. 어떤 학자는 그의 일생에서 자신의 견해를 여러 차례 바꾸는 실례도 있었다. 주희의 철학 세계는 리일원론에 기초로 한 객관적 관념론이지만 그의 철학사상에는 리기원론의 사상적 요소도 내포되어 있다. 이 영향을 받아 어떤 주자학자들은 유물론적 경향을 띠기도 하고, 또 몇몇 주자학자들은 관념론적 경향을 지니기도 하는데, 이것이 바로 일본 주자학에 나타나는 특징이다. 유물론적 경향을 가진 대표 인물로서는 무로 큐소(室鳩巢), 카이바라 에키켄(貝原益軒), 나카이 치쿠진(中井竹山), 나카이 리켄(中井履軒), 도미나가 나가모토(富永仲基) 등이 있었다. 또 관념론적 경향을 가진 대표 인물로는 아메노모리 호슈(雨森芳洲), 야자자키 안사이(山崎闇齊), 사토 나오카타(佐藤直方), 아사미 케이사시 등이 있었다.

## 쇠퇴
에도 막부의 건립 초기에은 일련의 정책으로 농업과 가내 수공업의 생산성이 발전되었고, 이것이 상품 경제의 발전을 촉진하였다. 그러나 상품 경제의 발전은 봉건 생산 방식의 경제 구조에 영향을 주어 막부 체계의 와해를 초래하였다. 봉건적 의식 형태로써 주자학도 점차 그 통치 지위를 상실하게 되었으며, 고학(古學)·양명학(陽明學)·국학(國學)·서양학(西洋學) 등의 여러 학파가 선후로 출현하였다. 일본의 양명학파와 고학파의 사람들은 원래 대다수가 주자학자들이었으나, 연구 과정에서 의심이 생겨 주자학을 비판하는 데까지 이른 학자도 있고, 양명학이나 공맹의 원작 속에서 유학의 참뜻을 찾는다는 고학파로 전향한 학자도 있었다.
고학파의 선구자인 야마가 소코(1622-1685)는 자기의 사상 변화 과정을 "나는 처음에는 송학(宋學)을 강의하고 정주를 찬성했다. 40세 이후 리기와 심성설에 의심이 들어 이미 지었던 책들을 다 불살라 버렸다. 또 나는 《성교요록(聖敎要錄)》 3권을 세상에 발표해 정주를 배척하고 논박하는 데 조금도 거리낌이 없었다. 그 뜻은 대체로 주자학의 추종자를 풍자하는 데 있었다"고 적고 있다. 즉 그는 40세 이후에 주자학을 의심하여 그 본원인 공자와 맹자의 유학으로 돌아간 것이다. 고문사학파(古文辭學派)의 대표 인물인 오규 소라이(1666-1728)도 원래 주자학자였다. 그 역시 50세를 전후하여 주자학 입장을 버리고 '고문사(古文辭)'의 연구를 통해 고학을 제창하는 길로 나아갔다. 고학파는 복고의 기치를 걸고 주자학을 반대했는데, 이는 일본 주자학의 쇠락하는 징조라고 할 수 있다.
일본 양명학의 대표인 나가에 토주 역시 처음에는 주자학자였다가, 왕수인을 비롯한 양명학자들의 저작을 연구하고 끝내 양명학의 대가가 되었다. 심지어 주자학자로 자처하는 카이바라 에키겐도 리기합일을 제창하면서 주희의 리선기후설을 비판하였다. 이와 같이 일본 주자학은 양명학파 등 유학 내 각 학파의 비판을 받았을 뿐만 아니라, 국학파 및 서학 등 각 학파의 위협도 직접 주자학 이외의 이학(異學)을 금지하였으며, 1795년에는 이학에 속하는 유학자를 관리 임용에서 제외시키기도 하였다. 이러한 막부의 조치로 각 학파는 점차 쇠락하였지만, 그렇다고 주자학이 이전과 같이 흥성하지는 못했다. 당시의 주자학자들은 다만 주자학 이론에 익숙한 교육자였을 뿐, 그 어떤 창의성과 생기를 보이지 못했다. 이와 같이 일본 주자학이 쇠퇴기로 들어가자 이를 대신하여 흥기한 것이 양명학이었다. 그 대표적 인물은 사토 이사이(佐藤一齊－1772-1859)와 오시오 헤이하치로(1794-1837)이다. 오시오 헤이하치로는 막부에 임명된 유학관으로 겉으로는 주자학을 신봉하고 강의하였으나, 실제로는 양명학자였다. 이러한 사실은 주자학이 이미 이전과 같은 주도적 지위를 회복하기 어렵다는 것을 나타낸다.
이학의 금지 이후 주자학의 최대 논적은'국학(國學)'이었다. 이른바 '국학'이라는 것은 유교, 불교 등 일체 외래 사상을 반대하고 일본 《고사기》·《일본서기》와 《만엽집(萬葉集)》 등에 기록된 일본 신화에 의거하여 '일본정신'을 제창하고 '황국의 도'를 고취하며 '황국 정신'을 내세우는 학문이다. 이 학파의 사상은 게이추(契沖, 1640-1701), 가다노 아즈마마로(荷田春滿, 1660-1736)에 의해 창시되어 가모노 마부치(賀茂眞淵, 1697-1769), 모투리 모리나가(本居宣長, 1730-1801)에 의해 발전되고 히라타 아츠타네(平田篤, 1776-1843)에 의해 집대성되었다. 가다노 아즈마마로의 국학 연구는 유교와 불교 등의 외래 사상을 배척하고, 고도(古道)를 부흥시키며 국학을 부흥시키는 것을 종지로 삼았다. 복고국학(復古國學)의 확립자는 가모노 마부치이다. 그는 일생 동안 《만엽집》을 연구하고 《국의고(國意考)》, 《가의고(歌意考)》 등 많은 책을 지어 복고국학의 방법론과 발전 방향을 확립하였다. 그는 특히 《만엽집》의 연구에 관심을 돌리면서 "고대를 존중하여 당시의 봉건 제도 및 그 의식 형태인 주자학을 철처히 비판·부정하면서 압박과 착취가 없는 절대 평등의 사회관을 제창하였다. 그의 이상 사회는 이른바 '자연세(自然世)였다.' 그는 일본 고대에는 이러한 이상 사회가 있었으나, 공자나 석가 등 성인들이 이익과 사욕을 위해 '법세(法世)'를 세웠다고 하였다. 이에 그는 다시 '자연세'로 돌아갈 것을 주장하였다. 그의 사상에 마땅히 긍정해야 할 점은 노동 중시·평등 제창·성인 부정·비판 정신 등이다. 그러나 그의 '자연세' 사상에는 과학 문화와 상품 생산 등을 반대한 공상도 있었기 때문에, 역사의 후퇴를 의미하는 것이었다.
당시 대부분의 유학자들은 각종 방식으로 주자학에서 벗어나려고 시도하였다. 그러나 그들의 시도는 대부분 자연 철학의 영역에까지는 미치지 못했다. 이러한 상황에서 미우라 바이엔은 동방 전통 철학의 합리적인 요소와 동서양의 의학·천문학 등 자연 과학 지식을 비판적으로 흡수하여, 독창적인 '조리학(條理學)'과 '반관합일(反觀合一)'이라는 인식적 방법론을 제시하였다. 이 과정에서 서양의 자연과학 지식은 그의 사상을 형성하는데 든든한 기초가 되었다. 당시 일본에 수입된 서양의 자연 과학은 근대 일본의 과학 발전에 거대한 영향을 주었다. 이때 그는 서양의 자연과학 지식을 벗어나 자기의 독특한 언어로 '조리학'과 '반관합일론'을 창립했으며 과학적 세계관의 길을 개척하였다. 미우라 바이엔은 일찍 유학을 중심으로 한 동방 문화의 영향을 받았었다. 그러나 그는 맹목적으로 공자를 존경하지 않았으며, 또 유학의 경전들을 '대습기(大習氣)'의 종자로 보고 사람들에게 '대습기'를 포기해야 한다고 강조하였다. 이른바 '대습기'란 자주 보고, 자주 듣고, 자주 접촉하여 더는 의심할 수 없는 심리 습관을 가리킨다. 그는 이와 같이 종래의 유학자와 다른 독창적 태도와 견해를 가진 철학자였지만, 시대가 준 제한성으로 인해 동방 전통문화의 영향에서 완전히 벗어나지는 못하였다. 그는 또 일찍이 부친의 의업(醫業)을 계승하였으며, 의술도 매우 뛰어났다. 그는 《황제내경(黃帝內經)》과 《해체신서(解體新書)》에 대한 연구에도 몰두하였고, 《해체신서》의 실측 방법을 특히 중시하였다. 이는 그의 자연 철학 사상의 형성에 기초가 되었다. 미우라 바이엔은 풍부한 자연과학 지식에 기초하여 유물론적 자연철학관을 제기하였다. 그는 "대지란 다만 하나의 기가 있을 뿐, 이외의 다른 어떠한 사물도 없다. 사물밖에 기가 없으면 하나의 묘리(妙理)가 우주를 관통하고 있을 뿐, 오묘한 세계는 끝이 없고 그 신기한 변화는 측정할 수 없다"고 말하였다. 그는 세계의 모든 현상이 기(氣)·물(物)·체(體)·성(性) 네 가지가 혼합하여 형성된 것이라고 생각하였다.

## 같이 보기
- 국학 (일본사)
- 교호 개혁
- 양명학